# Andreas Höhn
Andreas Höhn auch Andreas „Höhnie“ Höhn (* 23. März 1965 in Neustadt am Rübenberge) ist ein Punkrock-Labelinhaber und Punk-Musiker.
Höhn gründete 1980 gemeinsam mit Michael Krapf in Neustadt am Rübenberge mit den „Vibrating Tombstones“ seine erste Punk-Band und 1991 Höhnie Records. Gemeinsam mit Martin Kliems gründete er 1997 die Deutschpunkband Rasta Knast und spielte vorher in den Punkbands Pissed Spitzels und „Psychisch Instabil“. Die Band „Legal Kriminal“ gründete er nach seinem Ausscheiden bei Rasta Knast. Seit 2005 führt er das 1991 von Horst Barthel († 2005) gegründete Plattenlabel Nasty Vinyl weiter.